# Camillo von Henriquez
Camillo von Henriquez (německy Kamillo Josef Ferdinand Ritter von Henriquez; 9. března 1833 Breitenfeld (dnes součást Vídně) – 25. února 1915 Gorice) byl rakousko-uherský admirál. U c. k. námořnictva sloužil od roku 1849 a zúčastnil se několika válek. Později se uplatnil mimo jiné jako pedagog na C. k. námořní akademii  a svou kariéru završil jako ředitel Centrálního námořního archivu v Terstu (1885–1889). V roce 1889 byl penzionován v hodnosti kontradmirála.

## Biografie

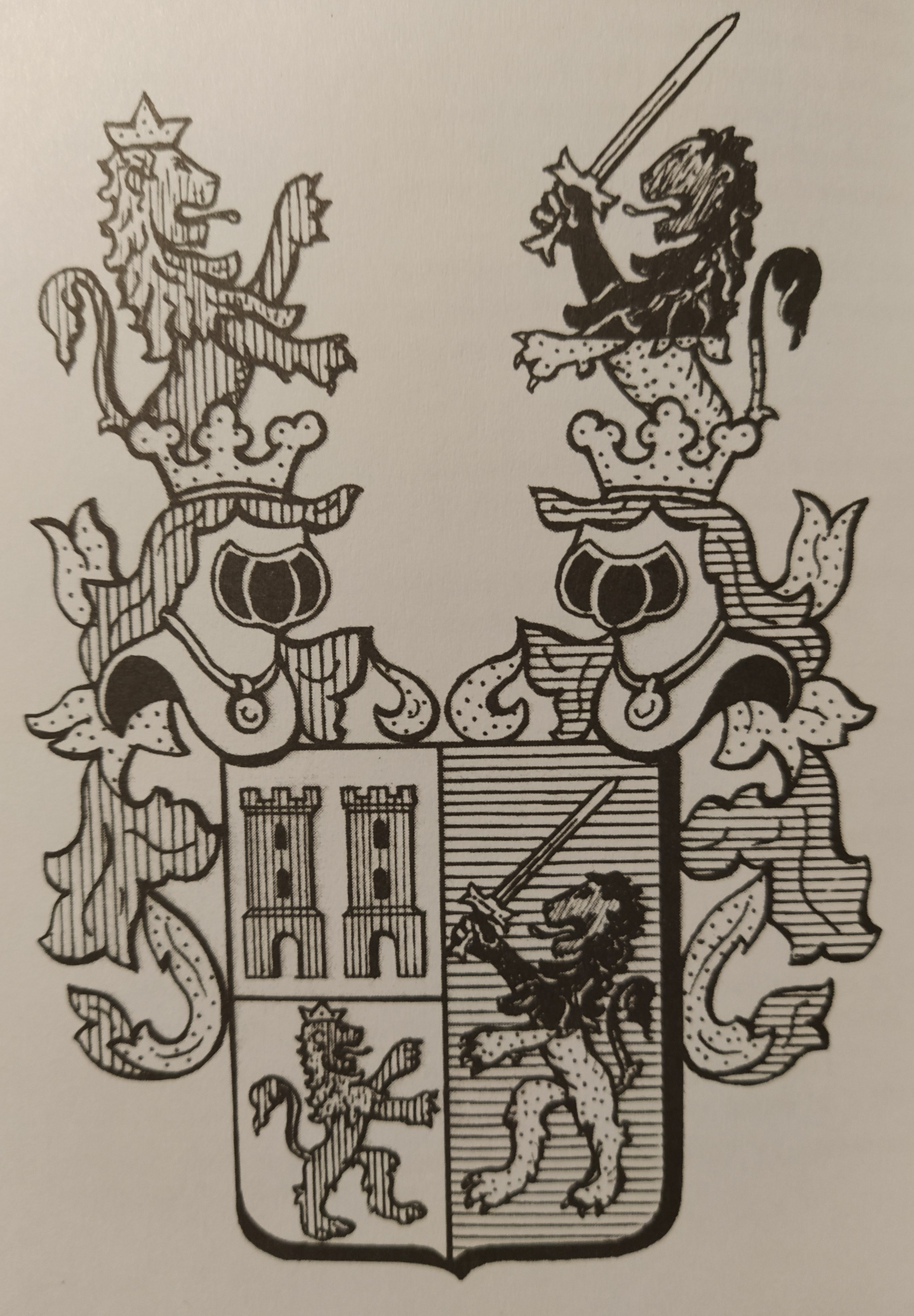
Erb rodu Henriquez (1850)

Pocházel z původně španělské rodiny, která v 18. století ve službách Karla VI. přesídlila do habsburské monarchie. Narodil se jako mladší syn c. k. policejního komisaře Eugena Henriqueze (1807–1875). Studoval gymnázium ve Vídni, ale v revolučním roce 1848 nastoupil k praporu námořní pěchoty, o rok později přešel k válečnému námořnictvu. Získal hodnost kadeta a sloužil na obchodních i dopravních lodích, v roce 1854 jako praporčík přešel k oblastnímu námořnímu velitelství v Terstu. Od roku 1855 sloužil u námořního arzenálu v Benátkách a v roce 1859 se zúčastnil války se Sardinií. V roce 1860 byl povýšen na poručíka a jako dělostřelecký důstojník na korvetě SMS Dandolo absolvoval cestu do Neapole a na Sicílii. V roce 1864 se zúčastnil dánsko-německé války a v roce 1866 se během války s Itálií vyznamenal v bitvě u Visu. Mezitím se uplatnil také jako pedagog na výcvikových lodích a v Pule vedl plavecké kurzy.

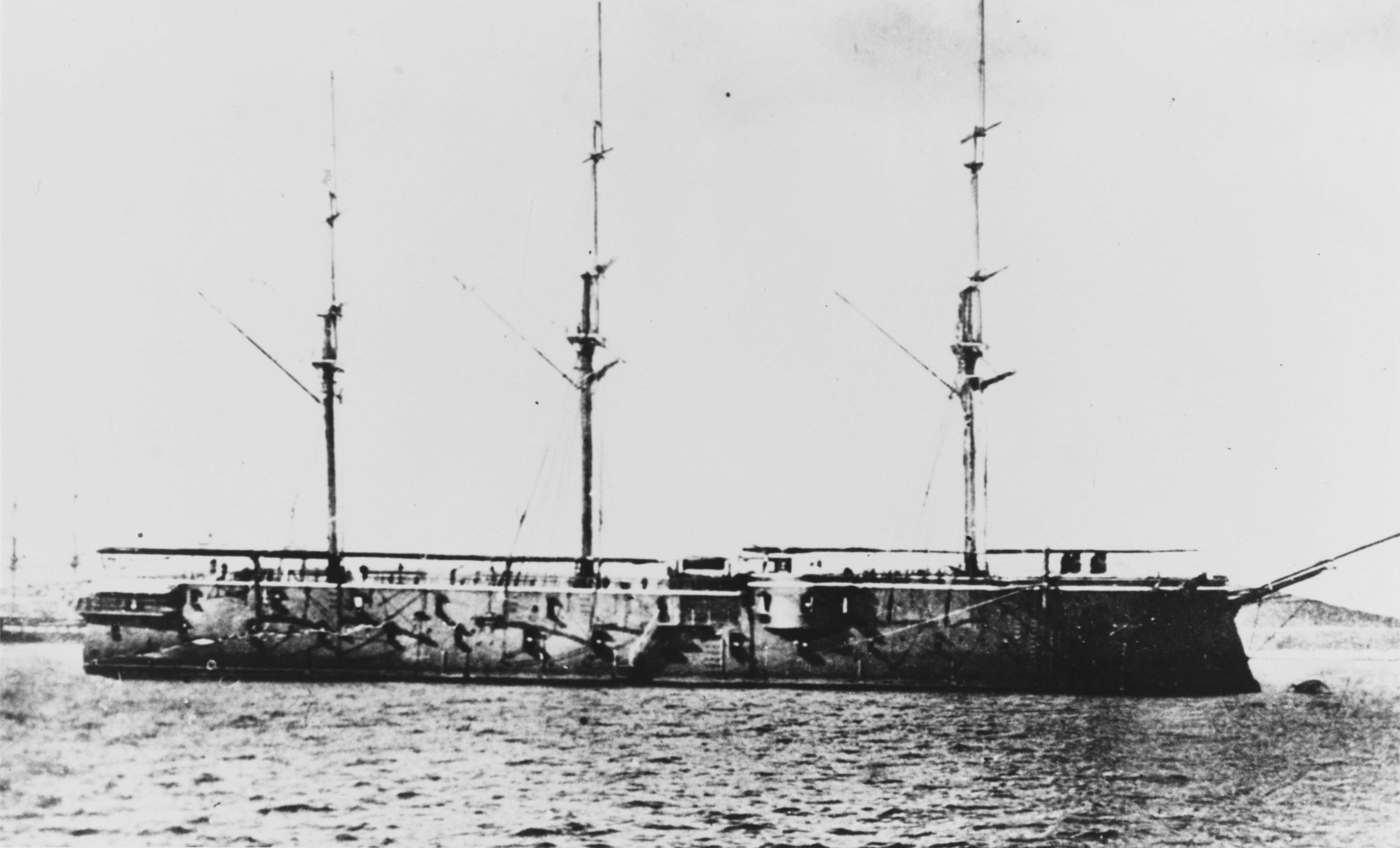
SMS Lissa, vlajková loď kapitána Henriqueze (1883–1884)

V roce 1870 byl povýšen na korvetního kapitána a stal se velitelem výcvikové lodi SMS Schwarzenberg (1870–1873). V roce 1873 byl přidělen k námořnímu sborovému velitelství v Pule a v letech 1874–1878 vyučoval na C. k. námořní akademii v Rijece, kde byl zároveň zástupcem velitele. Mezitím získal  v roce 1876 hodnost fregatního kapitána. V roce 1878 byl přeložen k námořnímu arzenálu v Pule a v letech 1880–1882 velel námořním jednotkám na pevnině. Ke dni 1. listopadu 1882 byl povýšen na kapitána řadové lodi s přidělením k námořnímu oblastnímu velitelství v Terstu a v letech 1883–1884 byl velitelem obrněné lodi SMS Lissa. V Terstu nakonec zastával funkci ředitele nově založeného Centrálního námořního archivu (1885–1889). Ke dni 1. ledna 1889 byl penzionován v hodnosti kontradmirála.

## Rodina
V roce 1875 se v Gorici oženil s Konstancií Wankovou, dcerou lékaře, z manželství se narodil syn Karl. 
Měl šest sourozenců, všichni bratři sloužili také u námořnictva, nejstarší Alfons (1831–1912) dosáhl také hodnosti kontradmirála. Nižší posty zastávali další bratři Hyppolit, Ferdinand, Quido a Diego. 
Příslušníci starší rodové linie Henriquezů se uplatňovali především v c. k. armádě, z nich vynikl Camillův bratranec Johann von Henriquez (1861–1924), který za první světové války dosáhl hodnosti generála pěchoty a byl velitelem 2. armády na Soči.

## Tituly a ocenění
Byl nositelem šlechtického titulu rytíř, který pro rodinu získal v roce 1850 jeho strýc polní podmaršál Gustav Henriquez (1810–1869). Během služby u námořnictva se stal nositelem několika vyznamenání v Rakousku-Uhersku i v zahraničí.

### Rakousko-Uhersko
- Válečná pamětní medaile (1864)
- Řád železné koruny III. třídy s válečnou dekorací (1866)
- Služební odznak pro důstojníky III. třídy (1870)
- Válečná medaile (1873)
- Jubilejní pamětní medaile (1898)
- Vojenský jubilejní kříž (1908)

### Zahraničí
- rytířský kříž Řádu Guadalupe (1867, Mexiko)
- Řád slávy I. třídy (1878, Tunisko)
- komandérský kříž Řádu italské koruny (1886, Itálie)